# Ronde van Italië 2013/Eerste etappe
De eerste etappe van de Ronde van Italië 2013 werd op 4 mei verreden. Het peloton begon in de Italiaanse stad Napels aan een vlakke etappe die ook in Napels eindigde. De totale afstand van de rit was 156 kilometer. Er waren twee klimmen van de vierde categorie en er was eenmaal een tussensprint. De etappe werd na een massasprint gewonnen door de Brit Mark Cavendish, die tevens de roze trui veroverde.

## Verloop
In de eerste vlakke etappe over honderddertig kilometer ging een kopgroep van zeven man al snel aan de haal. Hierin bevonden zich ook de Nederlanders Martijn Keizer van Vacansoleil-DCM en Brian Bulgaç van Lotto-Belisol. Van alle zeven renners bleef er uiteindelijk slechts een over na verschillende rondjes door Napels: de Australiër Cameron Wurf. Hij wist tot vierentwintig kilometer voor de eindstreep vooruit te blijven. Toen werd hij gegrepen door het peloton, dat zich opmaakte voor de eindsprint.
Door een val vlak voor de finish werd de eindsprint ontregeld. Er bleef slechts een klein groepje over met sprinters, waaronder wel de topfavorieten Matthew Goss en Mark Cavendish. De Brit Cavendish trok in de sprint aan het langste eind. Hij moest van ver van achteren komen maar was sneller dan de Australiër Goss. Die werd ook nog voorbij gegaan door de Italianen Elia Viviani en Giacomo Nizzolo, respectievelijk tweede en vierde en door de Fransman Nacer Bouhanni die derde werd. De verschillen die door de valpartij werden veroorzaakt, werden door de jury geneutraliseerd.
Het algemeen klassement wordt na de eerste etappe aangevoerd door de Brit Mark Cavendish. Hij leidt met acht seconden voorsprong op de Italiaan Elia Viviani en met twaalf seconden op de Fransman Nacer Bouhanni. De eerste Nederlander is terug te vinden op plaats 26 met een achterstand van twintig seconden. Ook op twintig seconden, maar op plaats 47, staat de eerste Belg Iljo Keisse.
In het puntenklassement leidt de Brit Mark Cavendish. Hij zal de rode trui in de tweede etappe niet dragen omdat hij reeds roze heeft. De nummer twee, de Italiaan Elia Viviani zal dus rood dragen. Het bergklassement is een prooi geworden voor de Italiaan Giovanni Visconti die als een van de ontsnapten genoeg punten wist te vergaren. Het jongerenklassement wordt aangevoerd door de Italiaan Elia Viviani. Vermits Viviani de rode trui draagt in de tweede etappe, zal de nummer twee, de Fransman Nacer Bouhanni, de witte trui dragen. In het ploegenklassement is de Australische Orica-GreenEdge de beste ploeg.

## Uitslag
| Napels - Napels (130 km) |                   |                         |         |
| Plaats                   | Naam              | Ploeg                   | Tijd    |
| Winnaar                  | Mark Cavendish    | Omega Pharma-Quick Step | 2u58'38 |
| 2                        | Elia Viviani      | Cannondale              | z.t.    |
| 3                        | Nacer Bouhanni    | FDJ                     | z.t.    |
| 4                        | Giacomo Nizzolo   | RadioShack-Leopard      | z.t.    |
| 5                        | Matthew Goss      | Orica-GreenEdge         | z.t.    |
| 6                        | Francisco Ventoso | Team Movistar           | z.t.    |
| 7                        | Adam Blythe       | BMC Racing Team         | z.t.    |
| 8                        | Leigh Howard      | Orica-GreenEdge         | z.t.    |
| 9                        | Danilo Hondo      | RadioShack-Leopard      | z.t.    |
| 10                       | Brett Lancaster   | Orica-GreenEdge         | z.t.    |
|                          |                   |                         |         |
| 26                       | Rob Ruijgh        | Vacansoleil-DCM         | z.t.    |
| 47                       | Iljo Keisse       | Omega Pharma-Quick Step | z.t.    |

## Klassementen
| Algemeen klassement |                   |                         |         |
| Plaats              | Naam              | Ploeg                   | Tijd    |
| Roze trui           | Mark Cavendish    | Omega Pharma-Quick Step | 2u58'18 |
| 2                   | Elia Viviani      | Cannondale              | + 8"    |
| 3                   | Nacer Bouhanni    | FDJ                     | + 12"   |
| 4                   | Danilo Hondo      | RadioShack-Leopard      | + 16"   |
| 5                   | Marco Marcato     | Vacansoleil-DCM         | + 18"   |
| 6                   | Giacomo Nizzolo   | RadioShack-Leopard      | + 20"   |
| 7                   | Matthew Goss      | Orica-GreenEdge         | z.t.    |
| 8                   | Francisco Ventoso | Team Movistar           | z.t.    |
| 9                   | Adam Blythe       | BMC Racing Team         | z.t.    |
| 10                  | Leigh Howard      | Orica-GreenEdge         | z.t.    |
|                     |                   |                         |         |
| 26                  | Rob Ruijgh        | Vacansoleil-DCM         | z.t.    |
| 47                  | Iljo Keisse       | Omega Pharma-Quick Step | z.t.    |

| Puntenklassement |                |                         |        |
| Plaats           | Naam           | Ploeg                   | Punten |
| Rode trui        | Mark Cavendish | Omega Pharma-Quick Step | 28     |
| 2                | Elia Viviani   | Cannondale              | 20     |
| 3                | Nacer Bouhanni | FDJ                     | 16     |
|                  |                |                         |        |
| 17               | Julien Vermote | Omega Pharma-Quick Step | 2      |

| Bergklassment |                     |                  |        |
| Plaats        | Naam                | Ploeg            | Punten |
| Blauwe trui   | Giovanni Visconti   | Team Movistar    | 3      |
| 2             | Cameron Wurf        | Cannondale       | 3      |
| 3             | Guillaume Bonnafond | AG2R-La Mondiale | 3      |
|               |                     |                  |        |
| 5             | Martijn Keizer      | Vacansoleil-DCM  | 1      |

| Jongerenklassement |                 |                    |          |
| Plaats             | Naam            | Ploeg              | Tijd     |
| Witte trui         | Elia Viviani    | Cannondale         | 2u58'26" |
| 2                  | Nacer Bouhanni  | FDJ                | + 4"     |
| 3                  | Giacomo Nizzolo | RadioShack-Leopard | + 12"    |
|                    |                 |                    |          |
| 21                 | Wilco Kelderman | Blanco Pro Cycling | +12"     |
| 23                 | Gert Dockx      | Lotto-Belisol      | +12"     |

| Ploegenklassement |                   |          |
| Plaats            | Ploeg             | Tijd     |
|                   | Orica-GreenEdge   | 8u55'54" |
| 2                 | BMC Racing Team   | z.t.     |
| 3                 | Team Garmin-Sharp | z.t.     |

1e etappe ·
2e etappe ·
3e etappe ·
4e etappe ·
5e etappe ·
6e etappe ·
7e etappe ·
8e etappe ·
9e etappe ·
10e etappe ·
11e etappe ·
12e etappe ·
13e etappe ·
14e etappe ·
15e etappe ·
16e etappe ·
17e etappe ·
18e etappe ·
19e etappe ·
20e etappe ·
21e etappe
Startlijst · Eindstanden · Afbeeldingen